# Mitt liv med Liberace
Mitt liv med Liberace (originaltitel: Behind the Candelabra) är en amerikansk dramafilm från 2013 i regi av Steven Soderbergh. Filmen hade premiär 21 maj 2013 under filmfestivalen i Cannes och tävlade då för Guldpalmen. I USA visades filmen på TV-kanalen HBO den 26 maj 2013. I bland annat Sverige och Storbritannien fick filmen biopremiär under 2013.

## Handling
Filmen beskriver den unge Scott Thorsons liv med artisten Liberace.

## Rollista
| Michael Douglas  | – Liberace                                                       |
| Matt Damon       | – Scott Thorson                                                  |
| Dan Aykroyd      | – Seymour Heller                                                 |
| Rob Lowe         | – Dr. Jack Startz                                                |
| Debbie Reynolds  | – Frances Liberace                                               |
| Scott Bakula     | – Bob Black                                                      |
| Tom Papa         | – Ray Arnett                                                     |
| Nicky Katt       | – Mr. Y                                                          |
| Cheyenne Jackson | – Billy Leatherwood (baserad på Liberaces protegé Vince Cardell) |
| Paul Reiser      | – Mr. Felder                                                     |
| Boyd Holbrook    | – Cary James                                                     |
| David Koechner   | – Adoptionsadvokat                                               |

## Utmärkelser
- Emmy Awards[5][6]
  - Vann: Bästa miniserie eller film (Jerry Weintraub, Gregory Jacobs, Susan Ekins, and Michael Polaire)
  - Vann: Bästa manliga huvudroll i en miniserie eller film (Michael Douglas)
  - Nominerad: Bästa manliga huvudroll i en miniserie eller film (Matt Damon)
  - Nominerad: Bästa manliga biroll i en miniserie eller film (Scott Bakula)
  - Vann: Bästa regi av en miniserie eller film (Steven Soderbergh)
  - Vann: Bästa casting för en miniserie eller film (Carmen Cuba)
  - Nominerad: Bästa manus för en miniserie eller film (Richard LaGravenese)
  - Vann: Bästa scenografi för en miniserie eller film (Howard Cummings, Patrick M. Sullivan Jr. och Barbara Munch)
  - Vann: Bästa kostym för en miniserie eller film (Ellen Mirojnick och Robert Q. Mathews)
  - Vann: Bästa hår för en miniserie eller film (Marie Larkin, Yvette Stone, Kerrie Smith och Kay Georgiou)
  - Vann: Bästa makeup för en miniserie eller film (Kate Biscoe, Deborah Rutherford, Deborah La Mia Denaver, Christine Beveridge och Todd Kleitsch)
  - Vann: Bästa klippning för en kamera för en miniserie eller film (Steven Soderbergh under namnet Mary Ann Bernard)
  - Vann: Bästa ljudmix av en miniserie eller film (Dennis Towns, Larry Blake, and Thomas Vicari)
  - Vann: Bästa protesmakeup för en miniserie eller film (Kate Biscoe, Hiroshi Yada, Jamie Kelman, Stephen Kelley, Christine Beveridge, Todd Kleitsch och Christien Tinsley)
  - Nominerad: Bästa foto för en miniserie eller film (Steven Soderbergh)

## Mottagande
Filmen fick väldigt bra kritik, av 93 recensioner på kritikersajten Rotten Tomatoes är 95% positiva. Svenska Dagbladets recensent gav filmen 5 av 5 och skrev:
| ” | Steven Soderbergh har gjort en oerhört underhållande film, där man kluckar av skratt men också får sig en tankeställare om en tid som är föga avlägsen men ändå känns väldigt långt borta, en tid då homosexuella inte vågade visa vilka de var annat än på låtsas. | „ |